# Kathryn Hahn
Kathryn Marie Hahn (Westchester, 23 luglio 1973) è un'attrice statunitense.

## Biografia
Kathryn Marie Hahn è nata a Westchester, Illinois, figlia di Karen (nata Bunker) e Bill Hahn.
È cresciuta a Cleveland Heights, Ohio, ed è stata educata secondo la religione cattolica, frequentando la scuola cattolica St. Ann's a Cleveland Heights e la Beaumont School. Hahn ha frequentato la Northwestern University, dove ha conseguito una laurea in teatro. Successivamente, ha ottenuto un Master in Fine Arts in dramma presso l'Università Yale.
Ha iniziato la sua carriera in televisione, interpretando una consulente del lutto nella serie drammatica poliziesca della NBC Crossing Jordan (2001-2007). Hahn ha acquisito notorietà apparendo come attrice non protagonista in numerosi film comici, tra cui Come farsi lasciare in 10 giorni (2003), Anchorman - La leggenda di Ron Burgundy (2004), Fratellastri a 40 anni (2008), Nostro fratello idiota (2011), Come ti spaccio la famiglia e I sogni segreti di Walter Mitty (entrambi del 2013) e Glass Onion: Knives Out (2022).
Come attrice protagonista, Hahn ha recitato nel film drammatico-comico di Joey Soloway Afternoon Delight (2013), nel film comico Bad Moms (2016) e nel suo sequel del 2017, e nel dramma di Tamara Jenkins Private Life (2018). Ha partecipato a vari altri film drammatici, tra cui Revolutionary Road (2008), This Is Where I Leave You (2014), The Visit (2015) e Captain Fantastic (2016). Ha prestato la sua voce a Ericka Van Helsing in due film del franchise Hotel Transylvania (2018-2022) e a Doctor Octopus in Spider-Man: Un nuovo universo (2018).
In televisione, Hahn ha avuto ruoli come guest star nella sitcom della NBC Parks and Recreation (2012-2015) e nella serie commedia drammatica di Amazon Prime Video Transparent (2014-2019). Hahn ha anche recitato nella miniserie di HBO Mrs. Fletcher (2019) e in Un volto, due destini - I Know This Much Is True (2020). Ha interpretato Agatha Harkness nella miniserie del Marvel Cinematic Universe WandaVision (2021) e in Agatha All Along (2024). Per il primo ruolo, è stata candidata per un Emmy come miglior attrice non protagonista. Per la sua interpretazione nella miniserie di Hulu Le piccole cose della vita (2023), ha ricevuto una candidatura per un Emmy come miglior attrice protagonista.
Nel 2025 Hahn è nel cast principale della serie di Apple TV+ The Studio.

### Vita privata
È sposata dal 2002 col collega Ethan Sandler, con cui aveva lavorato in Crossing Jordan e ha due figli.

## Filmografia

### Attrice

#### Cinema
- Flushed, regia di Carrie Ansell (1999)
- Come farsi lasciare in 10 giorni (How to Lose a Guy in 10 Days), regia di Donald Petrie (2003)
- Appuntamento da sogno! (Win a Date with Tad Hamilton!), regia di Robert Luketic (2004)
- Anchorman - La leggenda di Ron Burgundy (Anchorman: The Legend of Ron Burgundy), regia di Adam McKay (2004)
- Dietro l'angolo (Around the Bend), regia di Jordan Roberts (2004)
- Sballati d'amore - A Lot Like Love (A Lot Like Love), regia di Nigel Cole (2005)
- L'amore non va in vacanza (The Holiday), regia di Nancy Meyers (2006)
- Mimzy - Il segreto dell'universo (The Last Mimzy), regia di Robert Shaye (2007)
- Fratellastri a 40 anni (Step Brothers), regia di Adam McKay (2008)
- Revolutionary Road, regia di Sam Mendes (2008)
- La concessionaria più pazza d'America (The Goods: Live Hard, Sell Hard), regia di Neal Brennan (2009)
- Come lo sai (How Do You Know), regia di James L. Brooks (2010)
- Quell'idiota di nostro fratello (Our Idiot Brother), regia di Jesse Peretz (2011)
- Nudi e felici (Wanderlust), regia di David Wain (2012)
- Il dittatore (The Dictator), regia di Larry Charles (2012)
- Afternoon Delight, regia di Jill Soloway (2013)
- Come ti spaccio la famiglia (We're the Millers), regia di Rawson Marshall Thurber (2013)
- I sogni segreti di Walter Mitty (The Secret Life of Walter Mitty), regia di Ben Stiller (2013)
- Dark Around the Stars, regia di Derrick Borte (2013)
- Bad Words, regia di Jason Bateman (2013)
- Tutto può accadere a Broadway (She's Funny That Way), regia di Peter Bogdanovich (2014)
- This Is Where I Leave You, regia di Shawn Levy (2014)
- Una notte da matricole (The D Train), regia di Jarrad Paul e Andrew Mogel (2015)
- Tomorrowland - Il mondo di domani (Tomorrowland), regia di Brad Bird (2015)
- Len and Company, regia di Tim Godsall (2015)
- The Visit, regia di M. Night Shyamalan (2015)
- La famiglia Fang (The Family Fang), regia di Jason Bateman (2015)
- Captain Fantastic, regia di Matt Ross (2016)
- The Do-Over, regia di Steven Brill (2016)
- Bad Moms - Mamme molto cattive (Bad Moms), regia di Jon Lucas e Scott Moore (2016)
- Bad Moms 2 - Mamme molto più cattive (A Bad Moms Christmas), regia di Jon Lucas e Scott Moore (2017)
- Private Life, regia di Tamara Jenkins (2018)
- Glass Onion: Knives Out (Glass Onion: A Knives Out Mystery), regia di Rian Johnson (2022)

#### Televisione
- Crossing Jordan – serie TV, 115 episodi (2001-2007)
- Four Kings – serie TV, episodi 1x01-1x02 (2006)
- Nice Girls Don't Get the Corner Office – film TV (2007)
- Ab Fab – film TV (2009)
- Hung - Ragazzo squillo (Hung) – serie TV, episodi 2x01-2x02-2x08 (2010)
- Most Likely to Succeed – film TV (2010)
- Funny or Die Presents... – serie TV, episodi 2x04-2x05 (2011)
- Traffic Light – serie TV, episodi 1x07-1x08 (2011)
- Mad Love – serie TV, episodio 1x12 (2011)
- Free Agents – serie TV, 8 episodi (2011-2012)
- Parks and Recreation – serie TV, 11 episodi (2012-2015)
- Girls – serie TV, 4 episodi (2012)
- The Newsroom – serie TV, episodio 1x04 (2012)
- Childrens Hospital – serie TV, episodio 4x12 (2012)
- Robot Chicken – serie TV, episodio 6x09 (2012)
- The Greatest Event in Television History – serie TV, episodi 1x01-1x03 (2012-2013)
- Kroll Show – serie TV, 5 episodi (2013-2015)
- NTSF:SD:SUV:: – serie TV, episodio 3x05 (2013)
- Timms Valley – film TV (2013)
- Bob's Burgers – serie TV, episodio 4x09 (2014)
- Chozen – serie TV, 10 episodi (2014)
- American Dad! – serie TV, episodio 9x15 (2014)
- Transparent – serie TV, 5 episodi (2014)
- Happyish – serie TV, 11 episodi (2015)
- Brooklyn Nine-Nine – serie TV, episodio 3x11 (2016)
- I Love Dick – serie TV (2017)
- The Romanoffs – serie TV, 1 episodio (2018)
- Mrs. Fletcher, regia di Nicole Holofcener, Liesl Tommy, Carrie Brownstein e Gillian Robespierre – miniserie TV (2019)
- Un volto, due destini - I Know This Much Is True (I Know This Much Is True), regia di Derek Cianfrance – miniserie TV (2020)
- WandaVision, regia di Matt Shakman – miniserie TV, 8 puntate (2021)
- The Shrink Next Door, regia di Michael Showalter e Jesse Peretz – miniserie TV (2021)
- Le piccole cose della vita (Tiny Beautiful Things), regia di Rachel Lee Goldenberg, Desiree Akhavan e Stacie Passon – miniserie TV (2023)
- Agatha All Along, regia di Jac Schaeffer, Rachel Goldberg e Gandja Monteiro – miniserie TV (2024)
- The Studio – serie TV (2025)

### Doppiatrice
- Hotel Transylvania 3 - Una vacanza mostruosa (Hotel Transylvania 3: Summer Vacation), regia di Genndy Tartakovsky (2018)
- Spider-Man - Un nuovo universo (Spider-Man: Into the Spider-Verse), regia di Peter Ramsey (2018)
- Central Park - serie animata (2020-2022)
- Hotel Transylvania - Uno scambio mostruoso (Hotel Transylvania: Transformania), regia di Derek Drymon e Jennifer Kluska (2022)
- What If...? - serie animata (2024)

## Doppiatrici italiane
Nelle versioni in italiano delle opere in cui ha recitato, Kathryn Hahn è stata doppiata da:
- Francesca Fiorentini in The Visit, Captain Fantastic, Mrs. Fletcher, Un volto, due destini - I Know This Much Is True, The Studio
- Rossella Acerbo in Come farsi lasciare in 10 giorni, Tutto può accadere a Broadway, Private Life, The Shrink Next Door
- Silvia Tognoloni in Crossing Jordan, Mimzy - Il segreto dell'universo
- Francesca Guadagno in Il dittatore, Come ti spaccio la famiglia
- Ilaria Latini in I sogni segreti di Walter Mitty, The Do-Over
- Irene Di Valmo in Bad Words, La famiglia Fang
- Emanuela Damasio in WandaVision, Agatha All Along
- Laura Mercatali in Archoman - La leggenda di Ron Burgundy
- Sara Ferranti in Sballati d'amore - A Lot Like Love
- Tenerezza Fattore in Fratellastri a 40 anni
- Ilaria Giorgino in Revolutionary Road
- Patrizia Burul in La concessionaria più pazza d'America
- Marta Altinier in Parks and Recreation
- Ilaria Stagni in Come lo sai
- Laura Latini in Quell'idiota di nostro fratello
- Giò Giò Rapattoni in Girls
- Paola Majano in This Is Where I Leave You
- Renata Bertolas in Transparent
- Micaela Incitti in Tomorrowland - Il mondo di domani
- Cristiana Rossi in Happyish
- Debora Magnaghi in Bad Moms - Mamme molto cattive
- Giuppy Izzo in I Love Dick
- Rachele Paolelli in Bad Moms 2 - Mamme molto più cattive
- Claudia Catani in Glass Onion: Knives Out
- Tania De Domenico in Le piccole cose della vita

Da doppiatrice è stata sostituita da:
- Claudia Catani in Hotel Transylvania 3 - Una vacanza mostruosa, Hotel Transylvania - Uno scambio mostruoso
- Angela Brusa in Spider-Man - Un nuovo universo
- Mattea Serpelloni in Central Park
- Emanuela Damasio in What If...?
- Francesca Manicone in Fixed - Un'ultima avventura

## Riconoscimenti
- Premio Emmy
  - 2017 - Candidatura alla miglior attrice non protagonista in una serie commedia per Transparent
  - 2021 - Candidatura alla miglior attrice non protagonista in una miniserie o film per la televisione per WandaVision
  - 2023 - Candidatura alla miglior attrice protagonista in una miniserie o film per la televisione per Le piccole cose della vita
- Critics' Choice Television Awards
  - 2022 – Candidatura alla miglior attrice non protagonista in una miniserie o film TV per WandaVision
- Golden Globe
  - 2025 – Candidatura alla miglior attrice in una serie commedia o musicale per Agatha All Along[7]
- MTV Movie & TV Awards – 2021
  - Miglior cattivo in una serie per WandaVision[8]
  - Miglior combattimento per WandaVision[8] (condiviso con Elizabeth Olsen)
- Saturn Award
  - 2025 – Candidatura alla miglior attrice in una serie televisiva per Agatha All Along[9]